# Hotel Memling
El Hotel Memling (en francés: Hôtel Memling) es un hotel de cinco estrellas en Kinsasa, la capital del país africano de la República Democrática del Congo, construido en la época del Congo Belga. 
El hotel Memling fue construido entre 1937 y 1964, en Leopoldville (hoy Kinsasa) en el Congo Belga por Sabena, la antigua compañía aérea belga que ofrecía a sus clientes la oportunidad de disfrutar de las comodidades de un hotel. Se encuentra cerca del río en la ciudad, que es ahora de Gombe, en el centro de la ciudad, entre el Bulevar del 30 de junio y el Gran mercado de Kinsasa.